# Bogorodskoje (obwód biełgorodzki)
Bogorodskoje (ros. Богородское) – wieś w Rosji, w obwodzie biełgorodzkim, w rejonie nowooskolskim. W 2010 liczyła 586 mieszkańców.